# 児童自立支援施設
児童自立支援施設（じどうじりつしえんしせつ）は、犯罪などの不良行為をしたりするおそれがある児童や、家庭環境等から生活指導を要する児童を入所または通所させ、必要な指導を行って自立を支援する児童福祉施設である。退所後の児童に対しても必要な相談や援助を行う。根拠法は児童福祉法44条である。感化院は、かつて非行少年や保護者のいない少年（18歳未満）を収容し教育するための福祉施設であり、現在では、児童自立支援施設という名称に変更されている。
非行少年や保護者のいない少年を保護、教育して更生する施設は、明治初期の1870年代末頃から民間篤志家によって各地に設けられたが、1900年に感化法が制定されて道府県に「感化院」（かんかいん）の設置が義務づけられた。感化院は教育的保護を目的とし、触法少年の矯正施設である矯正院（のちの少年院）と異なる。感化院はその後、1933年制定の少年教護法の下で「少年教護院」（しょうねんきょうごいん）、1947年制定の現行の児童福祉法の下で「教護院」（きょうごいん）の名称であったが、1998年4月に上記名称となる。
入所経路の多くは児童相談所の措置（児童福祉法27条1項3号）だが、家庭裁判所で審判の結果、保護処分として児童自立支援施設に送致される場合がある（少年法24条1項2号）。

## 所在
児童福祉法及び児童福祉法施行令で、国と都道府県、政令指定都市はそれぞれ児童自立支援施設を設置する。施設の詳細は「児童福祉施設の設備及び運営に関する基準」（厚生労働省令）で定める。1997年に児童福祉法が改正され、施設外の学校から教師を招いて学校と同じ教育が導入される。
全国で58か所、国立2施設、都道府県立50施設、市立4施設、私立2施設がある。都道府県立は北海道、東京都、大阪府が2施設、他は1施設ずつ設置する。政令指定都市は神奈川県横浜市、愛知県名古屋市、大阪府大阪市、兵庫県神戸市の4自治体が設置し、大阪府堺市が設置を準備する。
国立と私立の施設は男女別で、都道府県と市立は北海道を除き男女共用である。施設内の居室はすべての施設で男女別である。
日本初の感化院は、池上雪枝が1883年（明治16年）に大阪の自宅に設立した「池上感化院」である。
国立（こども家庭庁所管）
- 国立武蔵野学院（埼玉県さいたま市緑区） - 男子
- 国立きぬ川学院（栃木県さくら市） - 女子

都道府県立
- 北海道立向陽学院（北海道北広島市） - 女子
- 北海道立大沼学園（北海道亀田郡七飯町） - 男子
- 青森県立子ども自立センターみらい（青森県青森市）
- 岩手県立杜陵学園（岩手県盛岡市）
- 宮城県さわらび学園（宮城県仙台市太白区）
- 秋田県千秋学園（秋田県秋田市新屋下川原町）
- 山形県立朝日学園（山形県西村山郡大江町）
- 福島県福島学園（福島県須賀川市）
- 茨城県立茨城学園（茨城県那珂市）
- 栃木県那須学園（栃木県矢板市）
- 群馬県立ぐんま学園（群馬県前橋市）
- 埼玉県立埼玉学園（埼玉県上尾市）
- 千葉県生実学校（千葉県千葉市中央区）
- 東京都立誠明学園（東京都青梅市）
- 東京都立萩山実務学校（東京都東村山市）
- 神奈川県立おおいそ学園（神奈川県中郡大磯町）
- 新潟県新潟学園（新潟県新潟市西区）
- 富山県立富山学園（富山県富山市）
- 石川県立児童生活指導センター（石川県河北郡内灘町）
- 福井県和敬学園（福井県福井市）
- 山梨県立甲陽学園（山梨県甲府市）
- 長野県波田学院（長野県松本市）
- 岐阜県立わかあゆ学園（岐阜県揖斐郡大野町）
- 静岡県立三方原学園（静岡県浜松市中央区）
- 愛知県愛知学園（愛知県春日井市）
- 三重県立国児学園（三重県津市）
- 滋賀県立淡海学園（滋賀県甲賀市）
- 京都府立淇陽学校（京都府南丹市）
- 大阪府立修徳学院（大阪府柏原市）
- 大阪府立ライフサポートセンター（大阪府堺市南区）
- 兵庫県立明石学園（兵庫県明石市）
- 奈良県立精華学院（奈良県奈良市）
- 和歌山県立仙渓学園（和歌山県紀の川市）
- 鳥取県立喜多原学園（鳥取県米子市）
- 島根県立わかたけ学園（島根県松江市）
- 岡山県立成徳学校（岡山県岡山市中区）
- 広島県立広島学園（広島県東広島市）
- 山口県立育成学校（山口県山口市）
- 徳島県立徳島学院（徳島県鳴門市）
- 香川県立斯道学園（香川県高松市）
- 愛媛県立えひめ学園（愛媛県新居浜市）
- 高知県立希望が丘学園（高知県南国市）
- 福岡県立福岡学園（福岡県那珂川市）
- 佐賀県立虹の松原学園（佐賀県唐津市）
- 長崎県立開成学園（長崎県長崎市）
- 熊本県立清水が丘学園（熊本県熊本市北区）
- 大分県立二豊学園（大分県大分市）
- 宮崎県立みやざき学園（宮崎県都城市）
- 鹿児島県立若駒学園（鹿児島県霧島市）
- 沖縄県立若夏学院（沖縄県那覇市）

市立
- 横浜市向陽学園（神奈川県横浜市保土ケ谷区）
- 名古屋市玉野川学園（愛知県名古屋市守山区）
- 大阪市立阿武山学園（大阪府高槻市）
- 神戸市立若葉学園（兵庫県神戸市垂水区）

私立
- 社会福祉法人北海道家庭学校（北海道紋別郡遠軽町） - 男子、留岡幸助が創設
- 社会福祉法人幼年保護会横浜家庭学園（神奈川県横浜市保土ケ谷区） - 女子

## 児童自立支援施設を題材とした作品
映画
- 『非行少女』（1963年）
- 『大地の詩 -留岡幸助物語-』（2011年）

テレビドラマ
- 『君が光をくれた』（2006年、TBS）

小説
- 『芽むしり仔撃ち』（大江健三郎）
- 『セパット・ソング』（谷村志穂）